# Bloodsport
Bloodsport – trzeci studyjny album z całkowicie premierowym materiałem grupy Sneaker Pimps, wydany w roku 2002.
Oprócz Chrisa Cornera w roli wokalisty, dodatkowo głosów użyczyły tu Sue Denim (Robots in Disguise) i Zoe Durrant.
Do singli "Sick" i "Loretta Young Silks" nakręcono teledyski. W tym ostatnim wystąpiła znana brytyjska aktorka, Honor Blackman.

## Lista utworów
| 1.  | "Kiro TV"             | 3:44  |
|     |                       |       |
| 2.  | "Sick"                | 4:14  |
|     |                       |       |
| 3.  | "Small Town Witch"    | 4:48  |
|     |                       |       |
| 4.  | "Black Sheep"         | 4:00  |
|     |                       |       |
| 5.  | "Loretta Young Silks" | 5:58  |
|     |                       |       |
| 6.  | "M'aidez"             | 5:11  |
|     |                       |       |
| 7.  | "The Fuel"            | 4:50  |
|     |                       |       |
| 8.  | "Bloodsport"          | 5:24  |
|     |                       |       |
| 9.  | "Think Harder"        | 4:44  |
|     |                       |       |
| 10. | "Blue Movie"          | 4:08  |
|     |                       |       |
| 11. | "Grazes"              | 6:43  |
|     |                       |       |
|     |                       | 53:44 |
|     |                       |       |
Utwór bonusowy na edycji japońskiej:
| 12. | "After Every Party I Die" | 6:48  |
|     |                           |       |
|     |                           | 06:48 |
|     |                           |       |
Nowa wersja tej piosenki znalazła się w 2006 roku na albumie The Alternative projektu IAMX.

## Sample
Na albumie wykorzystano sample następujących utworów:
- w "Kiro TV": "ROckWrok" grupy Ultravox
- w "Loretta Young Silks": "I Wish You Well" Billa Withersa
- w "The Fuel": "Following Kirwell" oraz "Irina's Chase" ze ścieżki dźwiękowej filmu Park Gorkiego,
- w "Bloodsport": "Tar" grupy Visage,
- w "Blue Movie": "Canaan's Land" (utwór tradycyjny) w wykonaniu grupy The Keynotes,
- w "Small Town Witch": "Nightclubbing" Iggiego Popa.